# Шастри, Лал Бахадур
Лал Бахадур Ша́стри (хинди लालबहादुर शास्त्री, 2 октября 1904, Мугхалсараи, Соединённые провинции Агра и Ауд, Британская Индия — 11 января 1966, Ташкент, Узбекская ССР, СССР) — индийский борец за национальную независимость страны, премьер-министр Индии (1964—1966).
Автовокзал в г. Ташкент носит имя Шастри.

## Биография

### Ранние годы и образование
Предки Шастри по отцовской линии служили заминдарам Рамнагара (Варанаси) и он жил там в течение первого года его жизни. Его отец, Шарада Прасад Шривастава, был школьным учителем, который позже стал клерком в налоговой инспекции в Аллахабаде, а его мать, Рамдулари Деви, была дочерью Мунши Хазари Лала, директора и учителя английского языка в железнодорожной школе в Мугхалсараи. Он был вторым ребёнком и старшим сыном своих родителей; у него была старшая сестра Кайлаши Деви (р. 1900). В апреле 1906 года, когда Шастри едва исполнилось год и шесть месяцев, его отец, только недавно получивший должность заместителя тахсильдара, умер от эпидемии бубонной чумы. Мать переехала в дом своего отца, Хазари Лалджи, в Мугалсарай и поселилась там навсегда. Однако тот умер от инсульта в середине 1908 года, после чего за семьёй ухаживал его брат (двоюродный дедушка Шастри).
Благодаря принадлежности к касте каястха, начал свое обучение уже в 4 года. Представители касты на тот момент получали образование на языке и в рамках культуры урду, который был на протяжении многих веков официальным языком правительства, поэтому его первым наставником был мусульманский мавлави.
С 7-го класса он продолжил обучение в средней школе средней школы Хариш Чандра в Варанси, здесь он принял решение отказаться от части фамилии «Варма» и таким образом отказался от своего кастового происхождения. Хотя его семья не имела никакого отношения к формировавшемуся тогда движению за независимость, среди его преподавателей в средней школе был глубоко патриотичный и очень уважаемый учитель по имени Нишкамешвар Прасад Мишра, который оказал его семье столь необходимую финансовую поддержку, которая позволила ему продолжить обучение. Вдохновлённый патриотизмом Мишры, Шастри глубоко заинтересовался борьбой за свободу и начал изучать её историю и работы нескольких известных личностей, в том числе Свами Вивекананды, Махатмы Ганди и Анни Безант.

### Борьба за независимость Индии
В январе 1921 года он впервые участвовал в митинге, на котором выступал Махатма Ганди, под его влиянием он прервал обучение в 10-м классе государственной школы и присоединился к движению ненасильственного сопротивления. Вскоре его впервые арестовали и посадили в тюрьму, однако он был отпущен, поскольку был несовершеннолетним. В 1925 году окончил частный университет Индийского национального конгресса (Mahatma Gandhi Kashi Vidyapith) в Каши с присуждением степени бакалавра философии и этики, получив титул «шастри» («ученый»). Таким образом, титул стал частью его имени. Непосредственным руководителем Шастри был бывший преподаватель индуистского университета Бенареса по имени Дж. Б. Крипалани, который впоследствии стал одним из самых видных лидеров движения за независимость Индии и одним из ближайших последователей Ганди.
Шастри записался в качестве пожизненного члена некоммерческой организации «Слуги народного общества» (СОПС) (Лок Севак Мандал), основанной Лалой Ладжпат Рай, и начал работать на благо хариджанов под руководством Ганди в Музаффарпуре. Позже он стал президентом Общества. В 1928 году вступил в ряды Индийского национального конгресса (ИНК). Был арестован и заключён в тюрьму на два с половиной года. В 1937 году был назначен секретарём-организатором Парламентского совета Соединённых провинций Агры и Ауда. в 1937 году. В 1940 году на годы был заключён под стражу, поскольку лично поддержал движение за независимость «Сатьяграха». В общей сложности провёл в заключении 9 лет (в частности, с 1940 по 1946 год).
В 1946 году был избран в Законодательный совет Соединённых провинций Агры и Ауда.

### В независимой Индии
По своим убеждениям был секуляристом, который отказывался смешивать религию с политикой.
После провозглашения независимости Индии был назначен парламентским секретарём в своём родном штате Уттар-Прадеш, затем — министром полиции штата. Принял решение об использовании водомётов вместо дубинок для разгона неуправляемой толпы. Благодаря его решениям в штате удалось сдерживать общественные беспорядки 1947 г., а также взять под контроль процессы массовой миграции и переселения беженцев.
В 1951 году был назначен генеральным секретарём Всеиндийского комитета Конгресса. Он непосредственно отвечал за отбор кандидатов и руководство рекламной и предвыборной деятельностью. Сыграл важную роль в убедительных успехах ИНК на всеобщих выборах в Индии в 1952, 1957 и 1962 годах.
В начале 1950-х годов был приглашён Джавахарлалом Неру в правительство Индии:
- 1952—1956 гг. — министр железнодорожного транспорта, покинул этот пост после железнодорожной катастрофы в Арьялуру, штат Тамилнад,
- 1958—1961 гг. — министр торговли и промышленности,
- 1961—1963 гг. — министр внутренних дел,
- 1964 г. — министр иностранных дел Индии.

В 1964 году в должности министра без портфеля заложил фундамент порта Мангалор.

### Премьер-министр Индии
27 мая 1964 премьер-министр Неру скончался, и в партии Конгресса началась борьба за власть. Придерживавшийся, подобно Неру, социалистической ориентации Шастри устраивал как претендент левое крыло ИНК, боявшееся усиления правоцентриста Морарджи Десаи, и 9 июня 1964 года он был утверждён премьер-министром, хотя фаворитом в борьбе за этом место считался как раз Десаи.
На посту главы индийского правительства старался избегать резких перемен во внутренней политике, всегда стремясь к компромиссам. Продолжил социалистическую экономическую политику Неру с централизованным планированием. Однако его правительство не справлялось с экономическим кризисом и проблемой нехватки продовольствия. Проблема голода стала для него приоритетной — в сельском хозяйстве начали внедряться новые технологии и улучшаться экономические условия для фермеров. Подчеркивая необходимость увеличения производства продуктов питания в Индии, пропагандировал «Зеленую революцию» в Индии. Это привело к увеличению производства продовольственного зерна, особенно в Пенджабе, Харьяне и Уттар-Прадеше. Основными вехами в этом начинании стало создание высокоурожайных сортов пшеницы и устойчивых к пукциниевым сортов пшеницы.
Также продвигал так называемую «Белую революцию» — национальную кампанию по увеличению производства и поставок молока — путём поддержки молочного кооператива Amul в Ананде, Гуджарат, и создания Национального совета по развитию молочного животноводства. В результате этого визита в Ананд в 1965 году был создан Национальный совет по развитию молочной промышленности (NDDB). Многие индийцы поддержали его призыв добровольно отказаться от одного приёма пищи в неделю, чтобы сохранить часть продовольствия, в понедельник вечером почти все рестораны и кафе в Индии не работали. В качестве примера борьбы за увеличение продовольствия он даже посадил пшеницу на газоне своей резиденции в Дели. Именно за два года его правления сформировалась структура будущих сельскохозяйственных корпораций.
В ноябре 1964 года заложил первый камень в фундамент будущей знаменитой средней школы выдающейся школы Bal Видья Мандир, а также открыл кампус Центрального технологического института в Тарамани, Ченнаи. В 1965 году открыл завод по переработке плутония в Тромбее. По предложению доктора Хоми Джехангира Бхабхи, санкционировал разработку ядерных взрывных устройств в рамках созданной группы «Исследование ядерных взрывов в мирных целях» (SNEPP). В марте 1965 года открыл Сельскохозяйственный университет Андхра-Прадеш в Хайдарабаде.
Правительство Индии в течение долгого времени прилагало усилия, чтобы сделать хинди единственным национальным языком Индии. Этому сопротивлялись штаты, не говорящие на хинди, особенно штат Мадрас. Чтобы успокоить ситуацию, премьер-министр заверил, что английский будет продолжать использоваться в качестве официального языка до тех пор, пока этого захотят штаты, не говорящие на хинди. После этих заверений беспорядки удалось нейтрализовать.
Во внешней политике последовательно укреплял отношения с Советским Союзом. После катастрофической китайско-индийской войны (1962) и установления военных связей между КНР и Пакистаном правительство Шастри значительно увеличило оборонный бюджет и укрепило вооружённые силы Индии.
В 1964 году подписал соглашение с премьер-министром Шри-Ланки Сиримаво Бандаранаике относительно статуса индийских тамилов в Шри-Ланке, тогда называемой Цейлоном. Это соглашение также известно как Пакт Сирима-Шастри. По условиям этого соглашения 600 000 индийских тамилов должны были быть репатриированы, а 375 000 должны были получить гражданство Шри-Ланки.
Отношения Индии с Бирмой были натянутыми после военного переворота 1962 года, за которым последовала репатриация многих индийских семей в 1964 году Бирмой. В декабре 1965 года Шастри совершил официальный визит со своей семьёй в Рангун и восстановил тёплые отношения с военным правительством страны генерала Не Вина.
В 1965 году произошла Вторая индо-пакистанская война. Основные боевые действия развернулись в Кашмире и Пенджабе. Пакистан рассчитывал, что в индийском Кашмире произойдёт восстание, но этого не произошло. Хотя пакистанцам удалось продвинуться вглубь индийской территории в Пенджабе, индийские войска добились успехов в Кашмире, кроме того, индийские войска подвергли артобстрелу Лахор.
В конце 1965 года было объявлено перемирие. В январе 1966 года в Ташкенте начались индо-пакистанские переговоры при посредничестве СССР. 10 января была подписана Ташкентская декларация, положившая конец войне. Ночью после ужина Шастри скончался от сердечного приступа (медики заключили, что премьер скончался от четвёртого инфаркта).
После смерти выяснилось, что его имущество ограничилось старой машиной, которую он купил в рассрочку у государства и за которую всё ещё был должен.
После смерти мужа его супруга, Лалита Шастри, заявила, что он был отравлен. Книга эпических стихов на хинди под названием Lalita Ke Aansoo, написанная Крантом М. Л. Вермой, была опубликована в 1978 году. В этой книге трагическая история смерти Шастри рассказана его женой. В 2000 премьер Индии Атал Бихари Ваджпаи признал: «Тайна теперь более или менее прояснена. Нет оснований подозревать, что смерть не была естественной».
Дети Шастри — четыре сына и две дочери — принимали активное участие в политической и корпоративной жизни Индии.

## Увековечение памяти
Стал первым гражданином Индии, посмертно награждённым высшим орденом страны — «Бхарат ратна». Его памяти посвящён мемориал «Виджай Гат» в Дели.
В честь Шастри был установлены памятник и мемориальный бюст в Ташкенте, одна из улиц города была названа в его честь. По всей Индии установлено множество памятников бывшему премьер-министру.
Его имя носит несколько учебных заведений, в том числе Национальная академия управления Лала Бахадура Шастри (Муссори, Уттаракханд) и Институт менеджмента Лала Бахадура Шастри в Дели. В его честь названы несколько стадионов в городах Хайдарабад, Телангана, Ахмедабад в Гуджарате, Коллам в Керале, Газиабад и Бхаванипатна в Одише. Плотина Алматти через реку Кришна в северной части Карнатаки была переименована в Лал Бахадур Шастри Сагар. Резервный банк Индии выпустил монеты номиналом 5 рупий во время празднования столетия его рождения. С 1991 года регулярно проводится Всеиндийский хоккейный турнир имени Лала Бахадура Шастри. Левобережный канал плотины Нагарджуна Сагар в Андхра-Прадеше длиной 295 км получил имя Лал Бахадур Шастри.
В 2005 году его именем был назван аэропорт в городе Варанаси.
Портрет Шастри вывешен в Центральном зале Дома Парламента Индии.

## Образ в искусстве
«Ташкентское дело», реж. В. Агнихотри — кинофильм 2019 г.